# Tønnes Andenæs
Tønnes Madsson Andenæs, född 25 juni 1923, död 22 februari 1975, var en norsk jurist, förläggare, författare och politiker för Arbeiderpartiet. 
Andenæs föddes i Innvik i Sogn og Fjordane, Norge. Han var son till kyrkoherde Mads Olsen Andenæs (1855–1942) och hans hustru Signe Theoline Mydland (1883–1958). Familjen flyttade till Bærum när Tønnes Andenæs var två år gammal. Han var bror till Johannes Andenæs, och genom honom farbror till Mads H. Andenæs. Hans son Mads T. Andenæs (född 1957) blev professor i juridik.
Under andra världskriget, när Norge var ockuperat av Tyskland, engagerade sig den unge Andenæs i den illegala pressen. Han greps, men rymde via det neutrala Sverige till Storbritannien. Där genomgick han pilotutbildning i Little Norway, från 1944. Efter kriget dekorerades han med Försvarsmedaljen 1940–1945.
Andenæs skrevs in vid Oslo universitet och avlade juristexamen 1955. Han avslutade juristutbildningen 1958. Han var samtidigt verkställande direktör för ett förlag, Akademisk Forlag. 1956 bytte det namn till Universitetsforlaget. Han stannade där till sin död. Andenæs skrev också egna böcker. 1949 utgav han Grunnloven vår. Utgave för selvstudium om Eidsvollförfattningen. Den har återutgivits tolv gånger, den sista 1993, och har översatts till engelska (1951), franska (1962) och tyska (1964).
Andenæs var också engagerad i kulturarbete och var ordförande för det norsk-färöiska vänskapssällskapet 1947–1959 och det norsk-isländska vänskapssällskapet 1960–1965. Han dekorerades med Isländska falkorden 1965.
Andenæs var ledamot av Bærums kommunestyre från 1963 till 1971, och ledamot av skolstyrelsen under samma period. Från januari till oktober 1965 var han en del av Gerhardsens fjärde regering, som statssekreterare i Kirke- og undervisningsdepartementet. Han gjorde ett uppehåll från 1967 till 1968, då han arbetade som rådgivare vid Makerereuniversitetet i Uganda. Andenæs valdes in i Stortinget från valkretsen Akershus 1969 och omvaldes 1973. Han var ledamot av den ständiga kommittén för transport under den första mandatperioden och sedan i den ständiga kommittén för offentlig förvaltning. Han dog halvvägs i sin sista mandatperiod, i tågkatastrofen i Tretten, och ersattes av Svein Gunnar Morgenlien.